# Akita Asahi Broadcasting

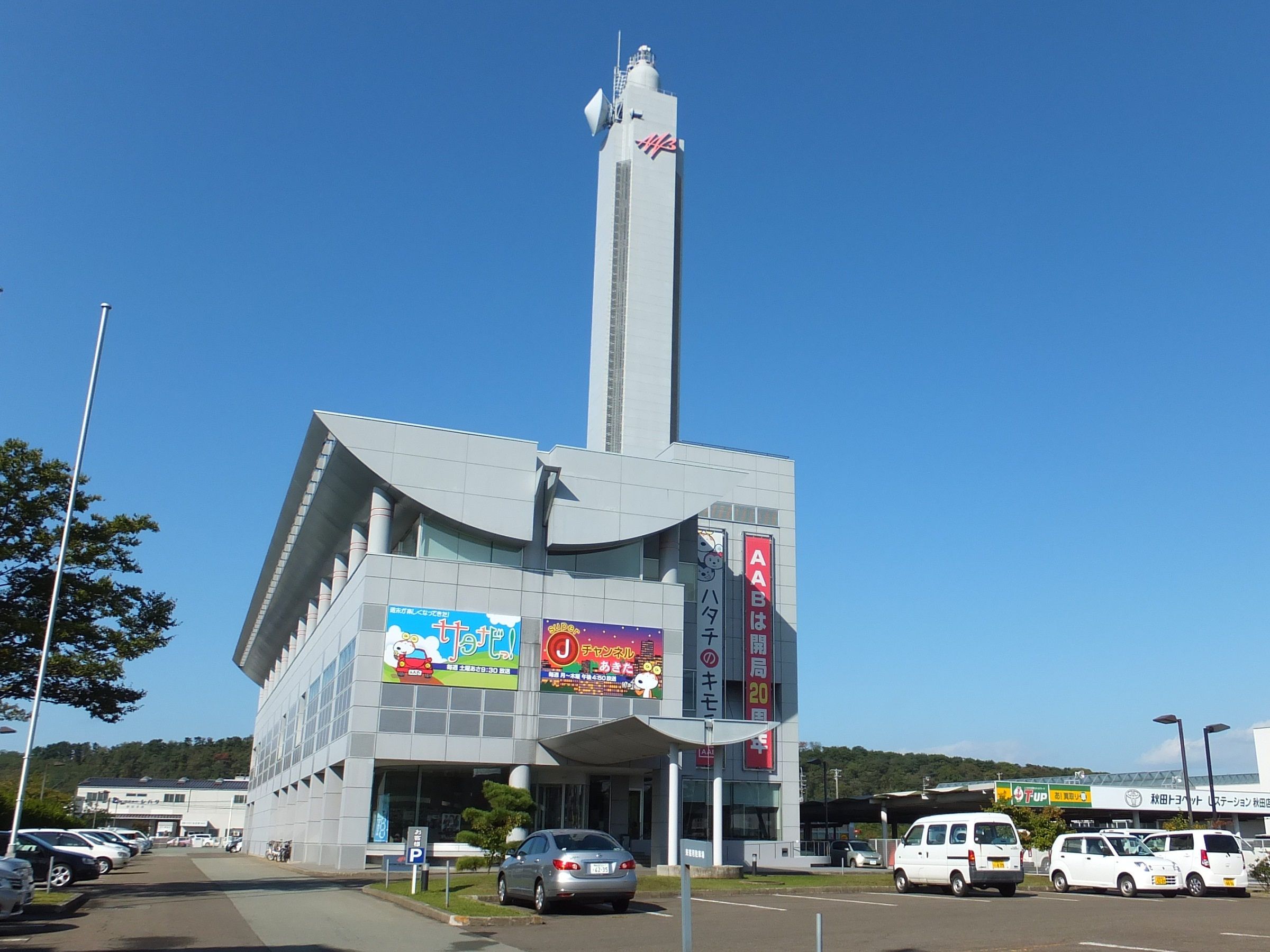
Sede della Akita Asahi Broadcasting

Akita Asahi Broadcasting Co.,Ltd. (秋田朝日放送株式会社?, Akita Asahi Hōsō Kabushiki-gaisha), conosciuta anche come AAB, è una rete televisiva giapponese affiliata con la ANN. La loro sede si trova nella Prefettura di Akita.